# دالن، هلند
دالن (به هلندی: Dalen) یک منطقهٔ مسکونی در هلند است که در کوفوردن واقع شده‌است. دالن ۳٬۴۷۰ نفر جمعیت دارد.